# Lluís II de Bar
Lluís II de Bar (1370 /1375 - 26 de juny de 1430) fou cardenal-duc de Bar. Era fill comte i després duc de Bar, Se l'anomena sovint Lluís I, ja que no es compta com a Lluís I a Lluís de Montbéliard, que fou comte de Bar per dret de la seva muller i no suo iure (dret propi).
Era el cinquè fill de Robert I de Bar i de Maria de França, essent destinat a la carrera eclesiàstica:
- Bisbe de Poitiers de 1391 a 1395
- Cardenal el 1397 amb títol cardenalici de Sant'Agata dei Goti
- Bisbe de Langres de 1397 a 1413
- Bisbe de Châlons de 1413 a 1420
- Bisbe administrador de Verdun de 1419 a 1423 i de 1424 a 1430.

A França, va tenir un paper important a partir de l'assassinat del duc d'Orleans, el 1407. El 1409 va assistir al concili de Pisa amb Guiu de Roye, arquebisbe de Reims, i Pierre d'Ailly, bisbe de Cambrai. A Volti, prop de Gènova, una baralla entre els mariscals de la ciutat i l'arquebisbe de Reims va degenerar i derivar en aldarulls, en els que Guiu de Roye fou massacrat per la multitud, i Lluís de Bar va estar a punt de morir. Arribat a Pisa, els cardenals pronunciaren la deposició dels papes Benet XIII d'Avinyó i Gregori XII de Roma i escollires a Alexandre V, posant fi al gran cisma d'Occident.
La mort d'Eduard III, duc de Bar, i de Joan de Bar, senyor de Puisaye, el seu germà, morts a la batalla d'Agincourt defensant França contra els anglesos, el 25 d'octubre de 1415, va fer passar la successió d'aquests prínceps a Lluís de Bar, l'únic dels fills mascles de Robert I de Bar i de Maria de França que encara vivia. El cardenal de Bar va haver de defensar el seu heretatge contra el seu cunyat Adolf I de Jülich, duc de Jülich o Juliers i de Berg, que considerava que Lluís, en tant que clergue, no era apte per heretar el ducat i el reivindicava. Lluís va aconseguir vèncer a Adolf.
Lluís de Bar, massa gran per renunciar a l'estat eclesiàstic que havia abraçat en la seva joventut, va acceptar la corona ducal del Barrois, tot conservant el títol de cardenal, i la crossa episcopal de Châlons, que va permutar després per a la de Verdun, ciutat més propera dels seus dominis que Châlons.
Aquest príncep que la seva edat, el seu estat i sens dubte també el seu caràcter, allunyaven dels costums guerrers, es va dedicar, des del començament del seu regnat, a cicatritzar les nafres que les hostilitats sobrevingudes entre el ducat de Lorena i el Barrois, en guerra des de feia anys, havien fet en el ducat de Bar: va recercar l'amistat del duc de Lorena i la pau. No va trigar a obtenir una i l'altre. Els dos prínceps van signar, el 4 de desembre de 1415, un tractat que va posar fi als esdeveniments desastrosos dels quals els dos ducats havien estat el teatre a la part final del regnat de Robert i sota el d'Eduard III.
Després d'haver assegurat la pau fora dels seus estats, el cardenal de Bar es va ocupar de restablir la calma dins. Fou a la seva inclinació per la pau que es va deure la creació de l'Orde del Llebrer, o Orde de la Fidelitat que esdevindrà l'Orde de Saint-Hubert. Aquesta institució, creada evidentment per mantenir en el ducat de Bar i el marquesat del Pont, l'ordre i la tranquil·litat, es va formar a Bar-le-Duc, sota la protecció del cardenal, i els estatuts van ser promulgats en la seva presència, el 31 de maig de 1416.
El 1419, per posar punt final a les diferències entre els ducs de Bar i de Lorena, que havia dura segles, va negociar el matrimoni del seu besnebot Renat d'Anjou amb la filla i hereva de Carles II de Lorena, i li va confiar el govern del ducat de Bar des de 1420.